# Bye Bye Bicycle
Bye Bye Bicycle ist eine schwedische Indie-Pop-Band, die seit 2007 in Göteborg beheimatet ist. Im selben Jahr erschien die Debüt-EP Westside bei Cloudberry Records. Das Debütalbum Compass wurde im August 2009 bei Bonjour Recordings veröffentlicht. Haby Bay wurde aus dem Album als Single ausgekoppelt. Prägendes musikalisches Element der Band ist der melodiöse Indie-Pop skandinavischer Prägung, wie ihn auch Bands wie The Mary Onettes, Shout Out Louds, Cats on Fire und Northern Portrait verkörpern.
Das zweite Album trug den Arbeitstitel „International Business Machine“; die Veröffentlichung war für Ende 2011 geplant. Ein noch nicht benannte Single sollte bereits im August 2011 vorab erscheinen. Tatsächlich erschien das zweite Album unter dem Titel Nature erst 2012 bei Headstomp Records.

## Diskografie

### Alben
- 2009: Compass (Bonjour Recordings)
- 2012: Nature (Headstomp Records)

### Singles und EPs
- 2007: Westside (Cloudberry Records)
- 2009: Haby Bay (Bonjour Recordings)
- 2012: Believe Me/Leave Me
- 2012: Empty Summer